# 硬口蓋放出音
硬口蓋放出音（こうこうがい ほうしゅつおん）とは、放出音の一つで無声。国際音声記号は[c’]。

## 特徴
- この子音は閉鎖的であり、口音の為鼻出口も無いため破裂音と同じような扱いになる。
- 調音場所は硬口蓋であり、硬口蓋に舌の中央又は舌の後部を当てて発音する。
- 声帯の振動が無いためこの子音は、無声音である。
- 口頭子音の為、空気しか排出されない。
- 中央子音の為、気流を側面ではなく中央に沿って発音する。

## 言語例
- ハウサ語:[cʼaːɽa] [1]